# Chiștelnița, Telenești
Chiștelnița este un sat din raionul Telenești, Republica Moldova.

## Administrație și politică
Componența Consiliului local Chiștelnița (13 consilieri), ales la 5 noiembrie 2023, este următoarea:
|  | Partid                                | Consilieri | Componență | Componență | Componență | Componență | Componență |
|  | ------------------------------------- | ---------- | ---------- | ---------- | ---------- | ---------- | ---------- |
|  | Partidul Liberal Democrat din Moldova | 5          |            |            |            |            |            |
|  | Partidul „Renaștere”                  | 4          |            |            |            |            |            |
|  | Platforma Demnitate și Adevăr         | 2          |            |            |            |            |            |
|  | Partidul Acțiune și Solidaritate      | 2          |            |            |            |            |            |